# Busycon contrarium
Espèce
Busycon contrarium est une espèce de gastéropodes fossiles. Il est l’une des très rares espèces de conques dites sénestres, c'est-à-dire que les spires de la coquille s’enroulent dans le sens inverse des aiguilles d’une montre.
Il n'est pas le seul membre de la famille des Busycons à posséder cette particularité qu'il partage avec les espèces actuelles Sinistrofulgur perversum et Sinistrofulgur sinistrum,.

## Localisation
On trouve les coquilles fossiles de Busycon contrarium du Tertiaire à La Belle en Floride (États-Unis).